# هولتگاشت
هولتگاشت (به آلمانی: Holtgast) یک شهر در آلمان است که در Esens واقع شده‌است. هولتگاشت ۱٬۷۵۳ نفر جمعیت دارد.